# Sant Quirze i Santa Julita de Merlant
L'ermita de Sant Quirze i Santa Julita de Merlant és situada a la muntanya de Ginestar que separa la vall del Tort i la de la riera de Garrumbert, al poble de Merlant, municipi de Porqueres.

## Història

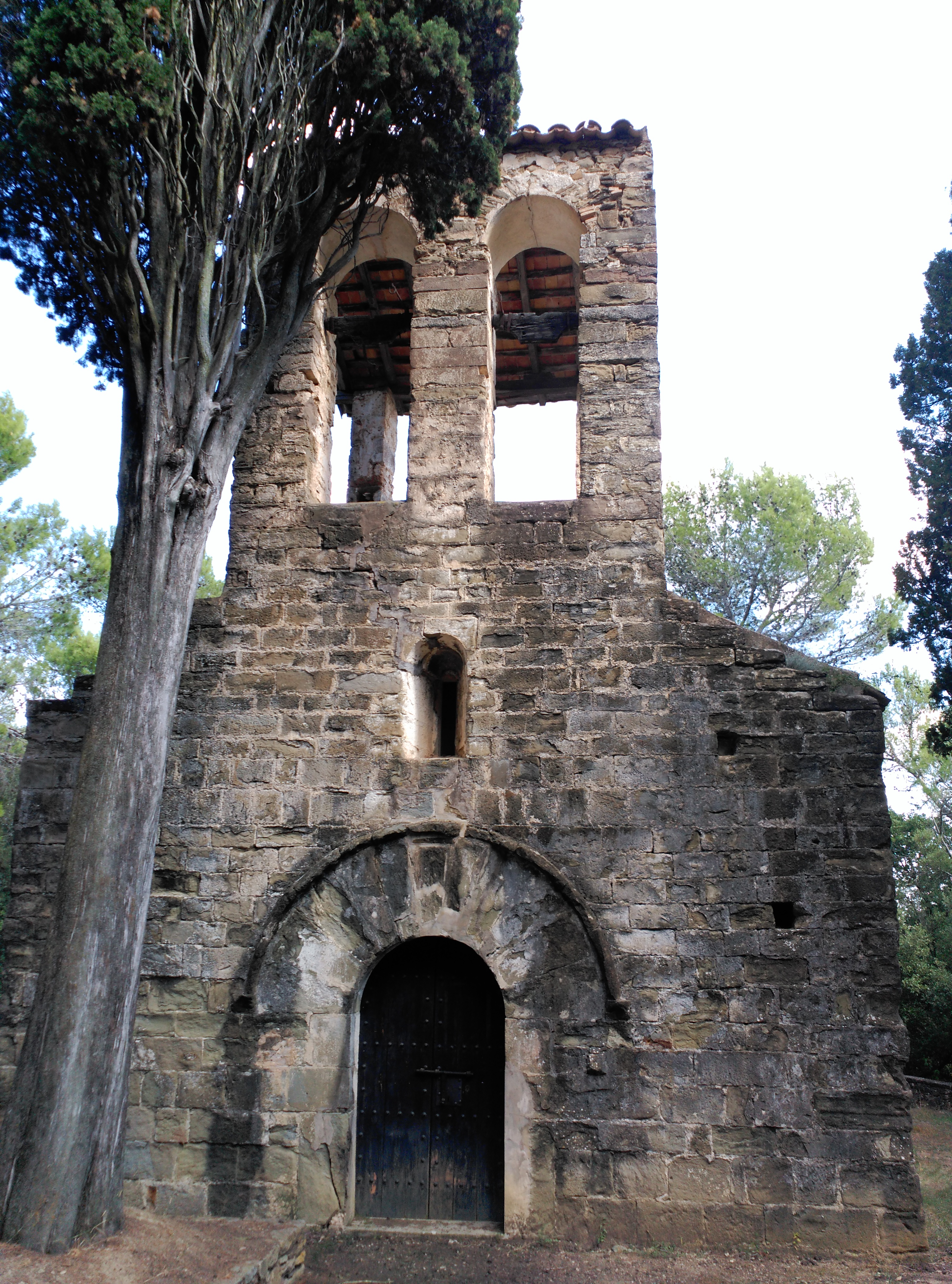
Vista de ponent, façana i campanar d'espadanya (2015)

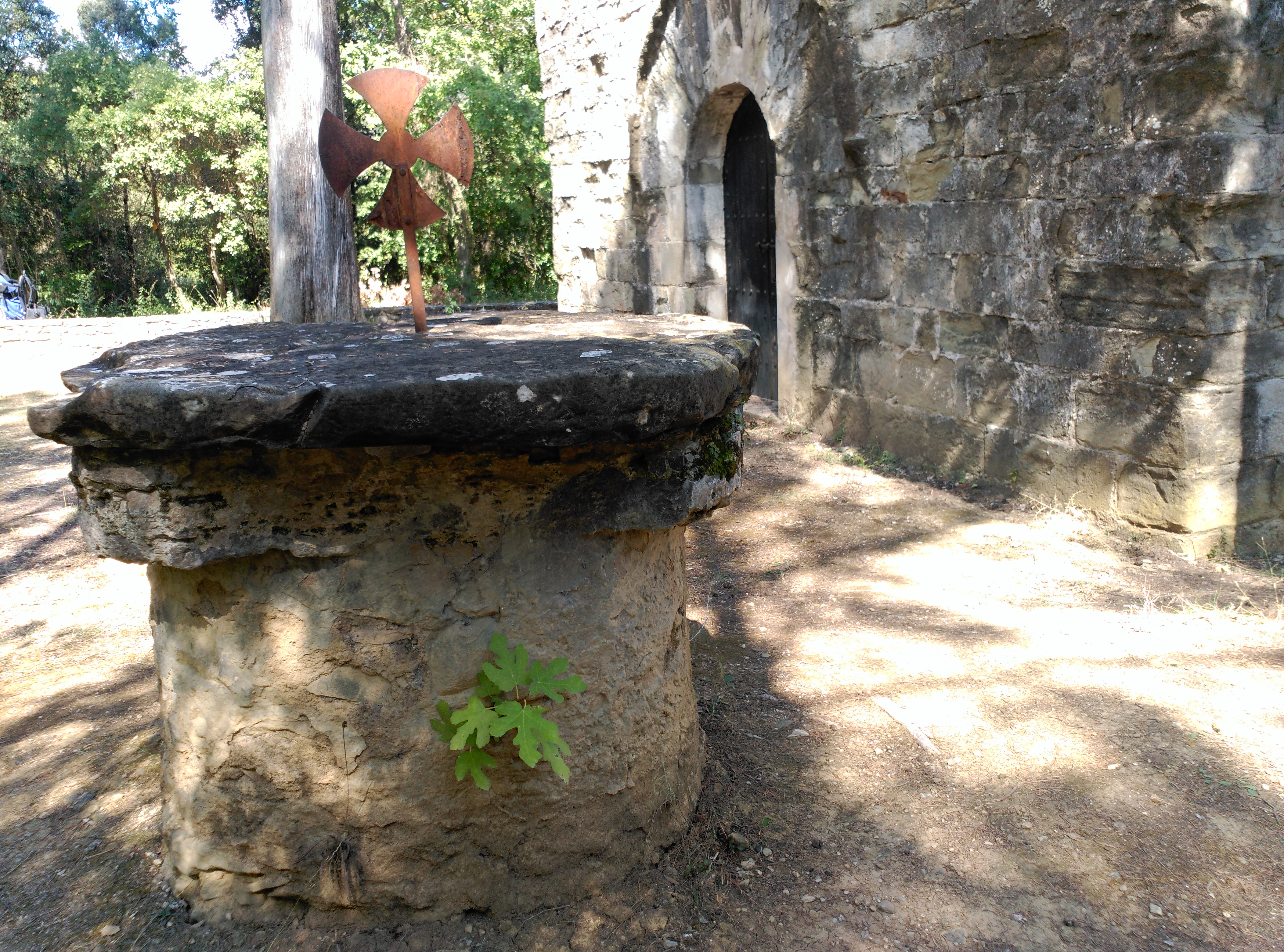
Pedró des d'on es beneïa el terme (2015)

El lloc de Merlant és documentat per primer cop l'any 979 com a «Meridante». Aquest mot, derivat de «Merdant», té el seu origen en l'adjectiu llatí «merus» que significa pur, clar que es devia aplicar a l'aigua del torrent que passa per l'indret. L'església era propietat del monestir de Sant Esteve de Banyoles i depenia del bisbat de Girona i del comtat de Besalú. L'any 1097, en una butlla papal, Urbà II donà l'església de «Sancti Quirici et Sancti Iuliani de Meritania» al monestir de Banyoles. Aquesta possessió va ser confirmada l'any 1174 en una altra butlla papal, en aquest cas d'Alexandre III.
Saquejada durant la guerra civil en que desapareixeren una majestat, una taula amb pintures romàniques i les campanes entre altes béns, va ser restaurada el 1942 per Francesc Gallifa i Rifà. El 1952, l'artista barcelonina Anita Solà d'Imbert la va decorar amb unes pìntures sobre la vida de sant Quirze i santa Jovita. Entre el 1983 i el 1985 s'hi feren obres de restauració impulsades pel Centre Excursionista de Banyoles.

## Arquitectura
Petita església d'una sola nau rectangular amb volta de canó lleugerament apuntada, capçada a llevant per un absis semicircular llis, coronat exteriorment per una imposta de cavet. A l'eix de l'absis, sobre la porta i el mur de migdia hi ha finestres de doble esqueixada amb arc de mig punt i llinda monolítica. L'aparell és realitzat a base de carreus ben tallats de pedra sorrenca d'uns 20/25 X 30/50 cm. La portalada és d'arc de mig punt amb dovelles grosses i llarlgues i un guardapols sobre dues petites mènsules; corona aquest conjunt una espadanya de dos ulls aixecada amb dos arquets tardans, a part d'una coberta de construcció molt elemental construïda aixecant dos pilars sobre la volta. L'església actual, per les seves característiques arquitectòniques, s'ha de considerar com una obra del segle xiii.

## El pedró
Davant de l'ermita, a la dreta de la portalada d'accés, es troba un pedró conegut com a pedró de Merlant. És compost per una base cilíndrica feta de morter que aguanta una gran pedra de molí monolítica, a sobre de la qual hi ha una creu pàtea allisada i arrodonida de ferro forjat. El pedró tradicionalment es feia servir com a punt de partida de les processons i per fer la benedicció del terme, demanant la protecció divina sobre les collites que a Merlant se celebrava el dia 3 de maig per la festa de la Santa Creu.